# كارولين بورغ
كارولين بورغ (بالألمانية: Caroline Bourg ) (و. 1980 – م) هي ممثلة، وممثلة صوت من فرنسا . ولدت في فالنسيان .

## روابط خارجية
- كارولين بورغ على موقع IMDb (الإنجليزية)
- كارولين بورغ على موقع ألو سيني (الفرنسية)
- كارولين بورغ على موقع أول موفي (الإنجليزية)
- كارولين بورغ على موقع قاعدة بيانات الفيلم (الإنجليزية)
- كارولين بورغ على موقع كينوبويسك (الروسية)